# Sturla Sighvatsson
Sturla Sighvatsson (1199-21 de agosto de 1238) fue un caudillo medieval de Islandia, goði del clan Sturlungar. Sturla jugó un papel principal en el periodo de la guerra civil de la Mancomunidad Islandesa conocido como Sturlungaöld.
Sturla era hijo de Sighvatur Sturluson y de Halldóra Tumadóttir. Vivió en una granja en Sauðafell. Se casó con Solveig Sæmundardóttir, una hija de Sæmundur Jónsson, y tuvieron tres hijos: dos hembras Guðný y Thuríð, y un varón, Jón.
Fue vasallo del rey Haakon IV de Noruega y luchó para favorecer su influencia en la isla. Sturla murió en la batalla de Örlygsstaðir.